# Administrativ tätort
Administrativa tätorter infördes som statistiskt begrepp av SCB i början av 1930-talet som samlingsnamn på stad, köping, municipalköping och municipalsamhälle. Den senare typen uppstod första gången 1875 (Höganäs bruk) och blev officiell år 1900. 
Municipalköpingarna uppstod i praktiken bland de 12 fri- och lydköpingar som i samband med 1862 års kommunalförordningar inte omedelbart bildade egen kommun. Ytterligare en municipalköping tillkom 1865 (Nybro). I folkräkningar och publicerad statistik hänvisades de på 1800-talet till som 'köpingar' eller 'köpingar som inte bildat egen kommun', fram till termen municipalköping kom i bruk 1933.
Städer och köpingar utgjorde 1863 till 1970 egna former primärkommuner medan municipalköpingar och municipalsamhällen ingick i en eller ibland flera landskommuner, den tredje typen av primärkommun. Efter det enhetliga kommunbegreppets införande 1971 skiljer SCB endast på tätorter och glesbygd.